# جون مارتن (سياسي)
جون مارتن (بالإنجليزية: John Martin)‏ هو سياسي أسترالي، ولد في 16 أكتوبر 1890، وتوفي في 14 مارس 1964. انتخب عضو المجلس التشريعي نيو ساوث ويلز.